# Oratoire des Philippins
L'Oratoire des Philippins (Oratorio dei Filippini) est un édifice de Rome construit entre 1637 et 1650 par Francesco Borromini. Il appartenait à la congrégation de l'Oratoire, fondée par Philippe Néri en 1561. Ce fut là que, en 1600, l'on donna ce qui est considéré comme l'un des premiers exemples du genre musical appelé oratorio, La Rappresentatione di anima e di corpo (« La représentation de l'âme et du corps ») d'Emilio de' Cavalieri.
L'oratoire des Philippins est adjacent à la Chiesa Nuova, église-mère de la congrégation. Devant les deux façades attenantes se trouvait une petite place fermée, aujourd'hui intégrée au corso Vittorio Emanuele II.

## Histoire
En 1637, les pères de la congrégation de l'Oratoire organisèrent un concours au terme duquel ils choisirent Borromini comme architecte pour leur nouveau bâtiment. Les travaux durèrent jusqu'en 1650. L'architecte conçut la répartition des différentes salles, oratoire, sacristie ou bibliothèque, en fonction de leur destination. Selon Paolo Portoghesi, l'oratoire présente « un style solennel dans les espaces collectifs, et une architecture modeste, accueillante, dans les parties privées ». Borromini a intégré la sacristie entre une cour et un jardin, créant une succession de vastes espaces flanqués de deux longs couloirs. Lui-même définissait cet édifice comme « un corps humain aux bras grands ouverts, comme pour embrasser tous ceux qui entrent ».
À l'intérieur, l'oratoire lui-même, de style baroque, suit un plan en forme de croix, prenant son origine depuis l'autel dans le sens de la longueur et depuis l'entrée pour l'axe transversal.
Le bâtiment fut réquisitionné par l'État en 1870, et devint pendant une trentaine d'années le siège de tribunaux. Un large escalier de Borromini mène au deuxième étage, à la biblioteca Vallicelliana, la bibliothèque d'origine, qui existe toujours. Elle est l'une des plus anciennes de Rome et doit sa notoriété aussi bien à son contenu qu'à ses rayonnages de chêne massif, œuvre de Borromini. 
Le bâtiment abrite également les Archivio storico capitolino.

## Description
La façade offre un résumé des innovations caractéristiques du style de Borromini, à la fois austère et techniquement rigoureux. Le corps principal est divisé en cinq parties par des pilastres qui suivent une courbe concave. Dans la partie centrale, un jeu dialectique apparaît entre le niveau inférieur, dont la courbe s'avance vers l'extérieur, et la profondeur de la niche à faux caissons du niveau supérieur. Au sommet, le tympan, créé pour la première fois selon un angle mistiligne, accentue le mouvement à la fois curviligne et angulaire.
Cette façade fut construite en brique à la demande de la congrégation, qui ne voulait pas d'un matériau trop somptueux qui eût risqué de rivaliser avec la Chiesa Nuova contiguë. Cette contrainte permit à Borromini, souvent enclin à l'utilisation de matériaux simples tels le stuc et le plâtre, de revaloriser la technique de la construction. On remarque la netteté des reliefs, des arêtes, des ressauts, tandis que Borromini réduit les valeurs de la profondeur.
À l'angle de l'Oratoire, sur la piazza dell'Orologio, Borromini éleva une tour munie d'une horloge (1647-1649).

## Galerie

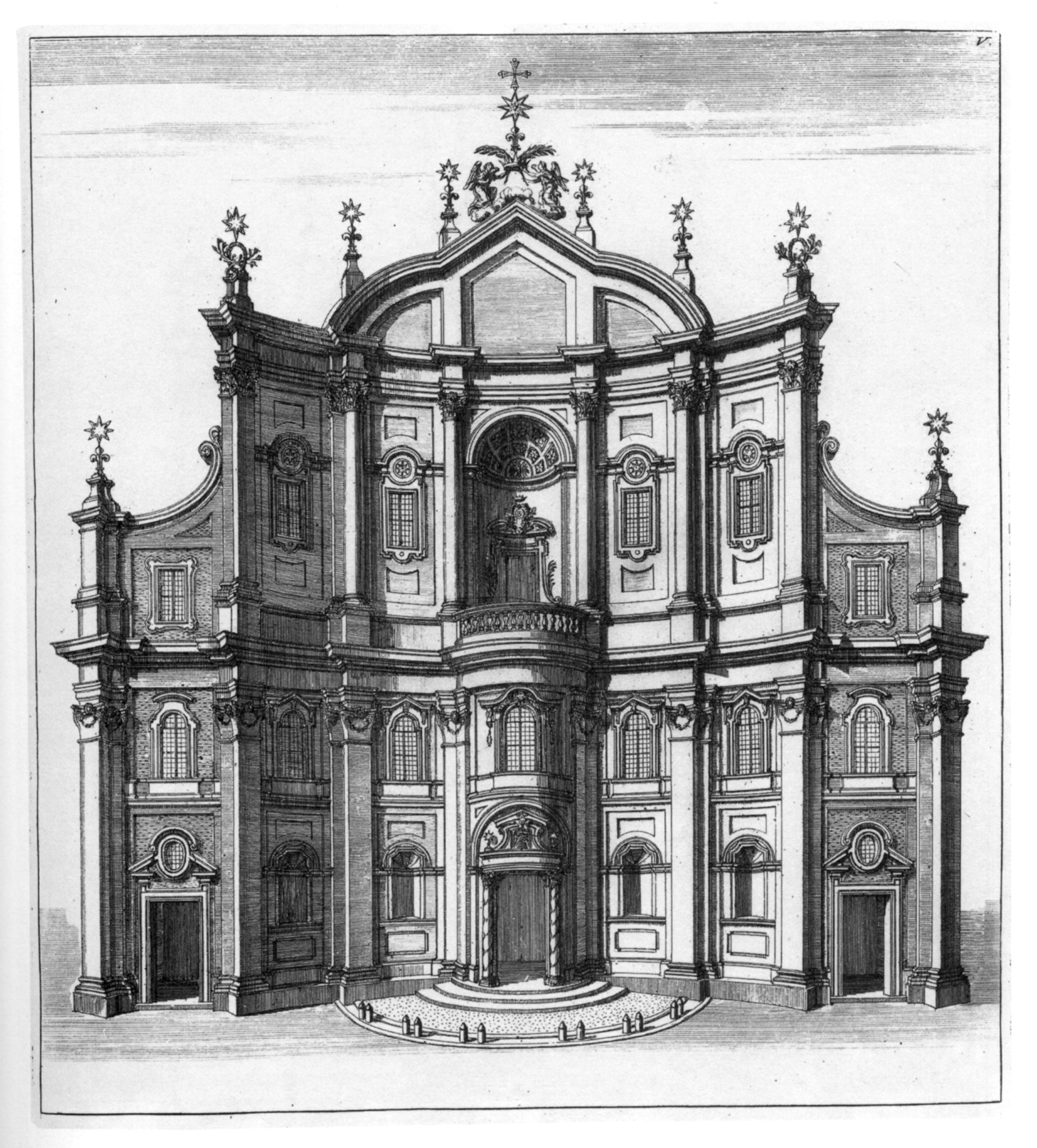
La façade de l'Oratoire, gravure de 1658.
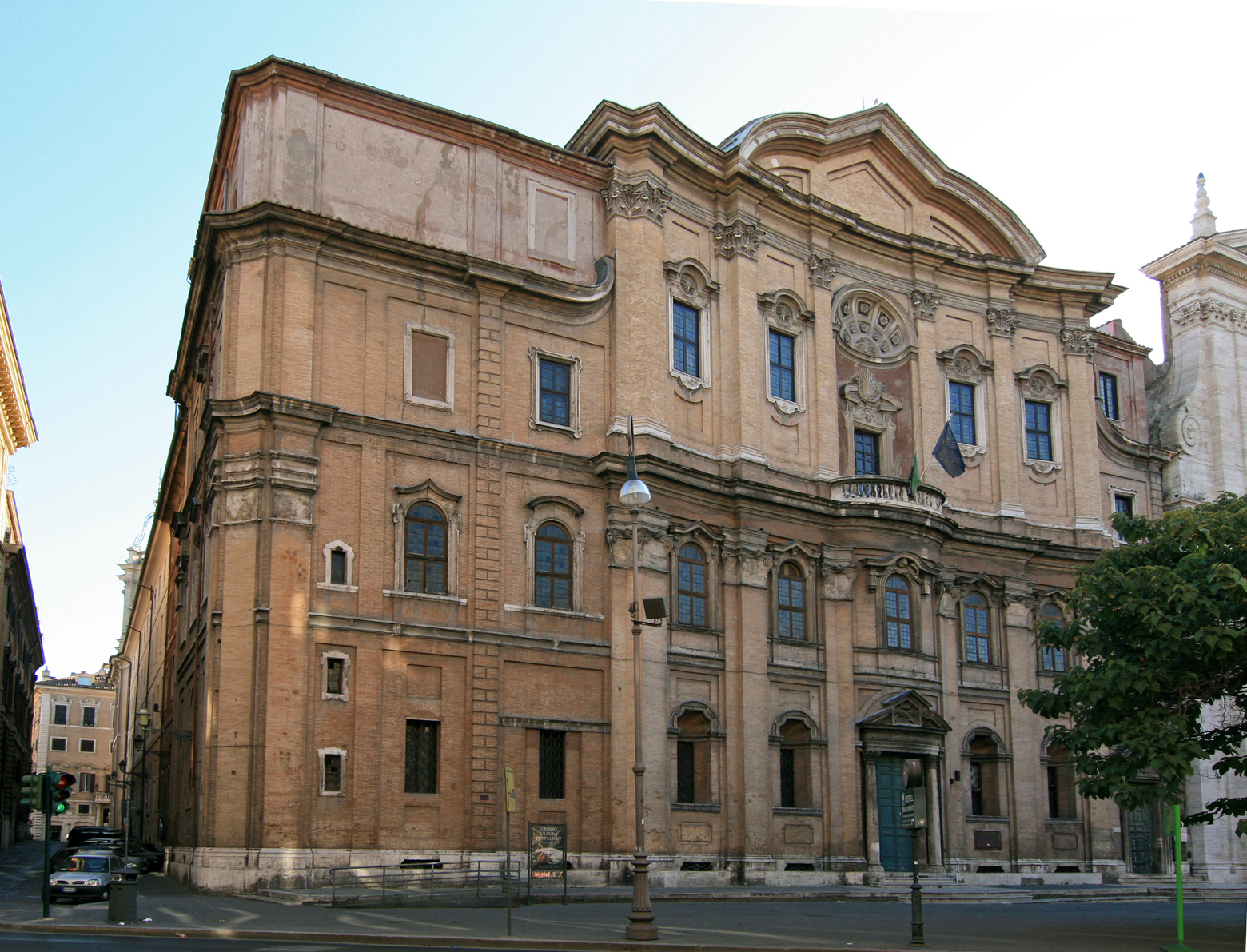
La façade en 2008.
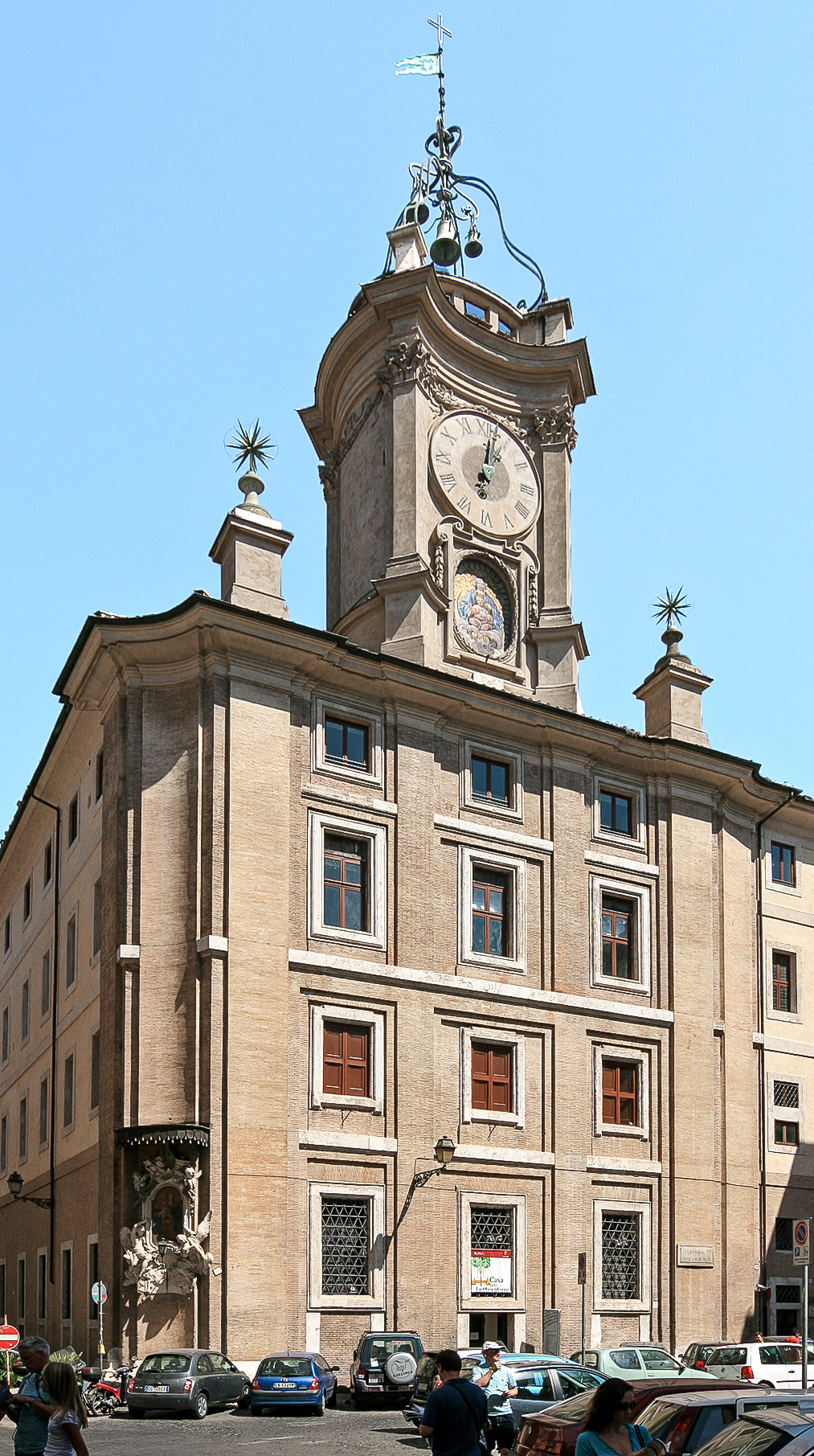
La tour de l'Horloge, réalisée par Borromini.
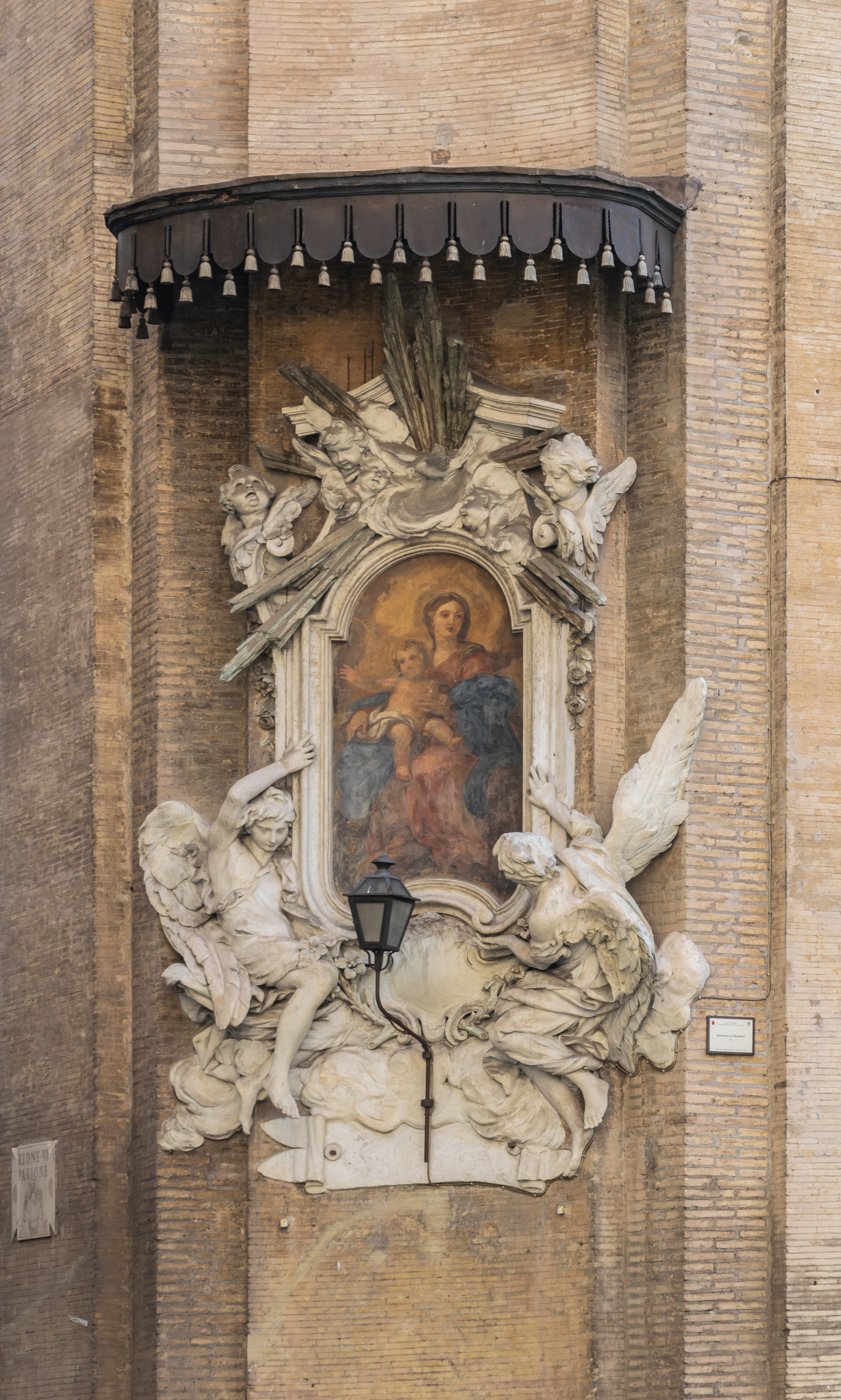
Vierge à l'Enfant, fresque d'Antonio Bicchierai (it) (1756)
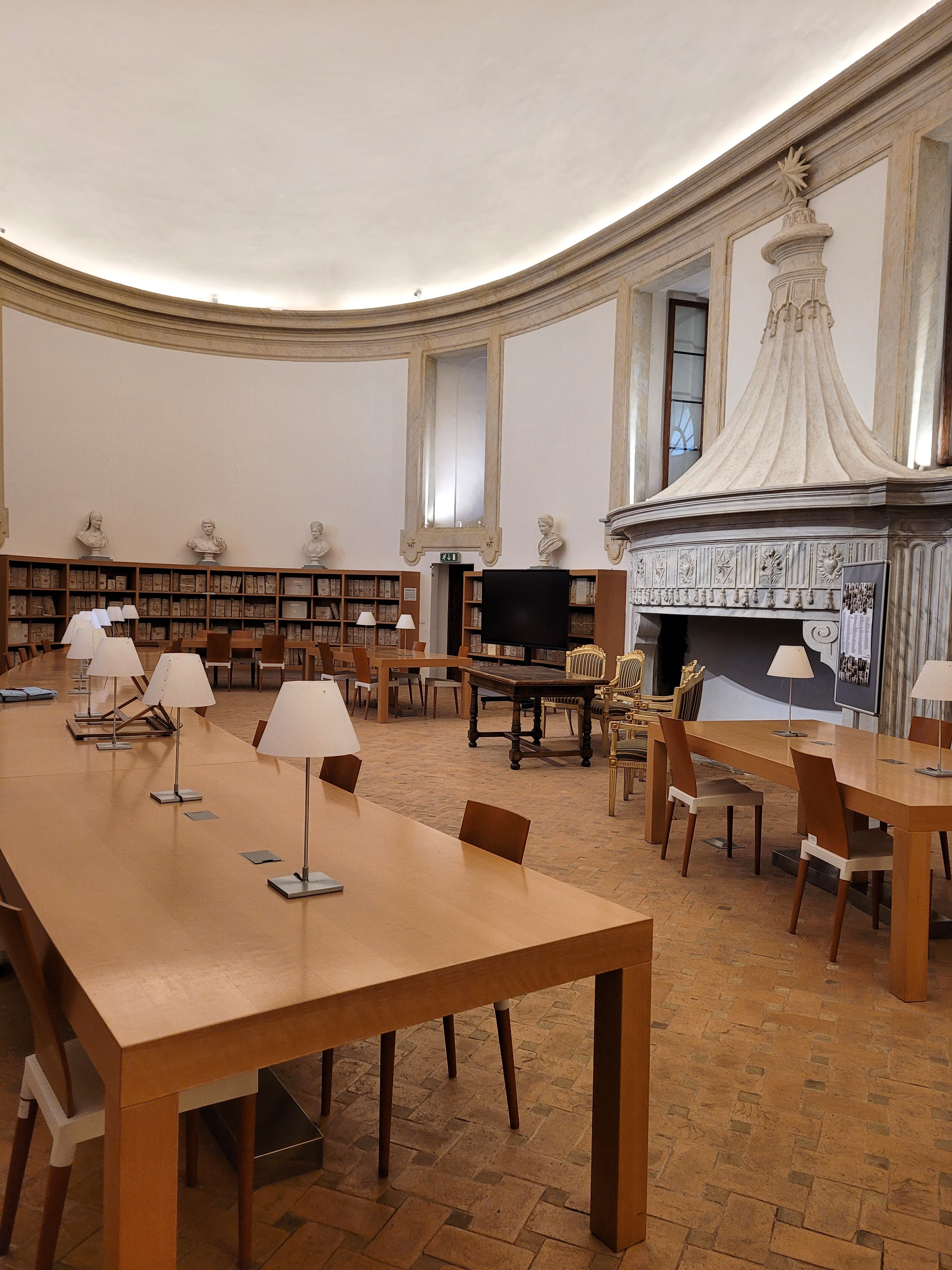
Salle de lecture des archives
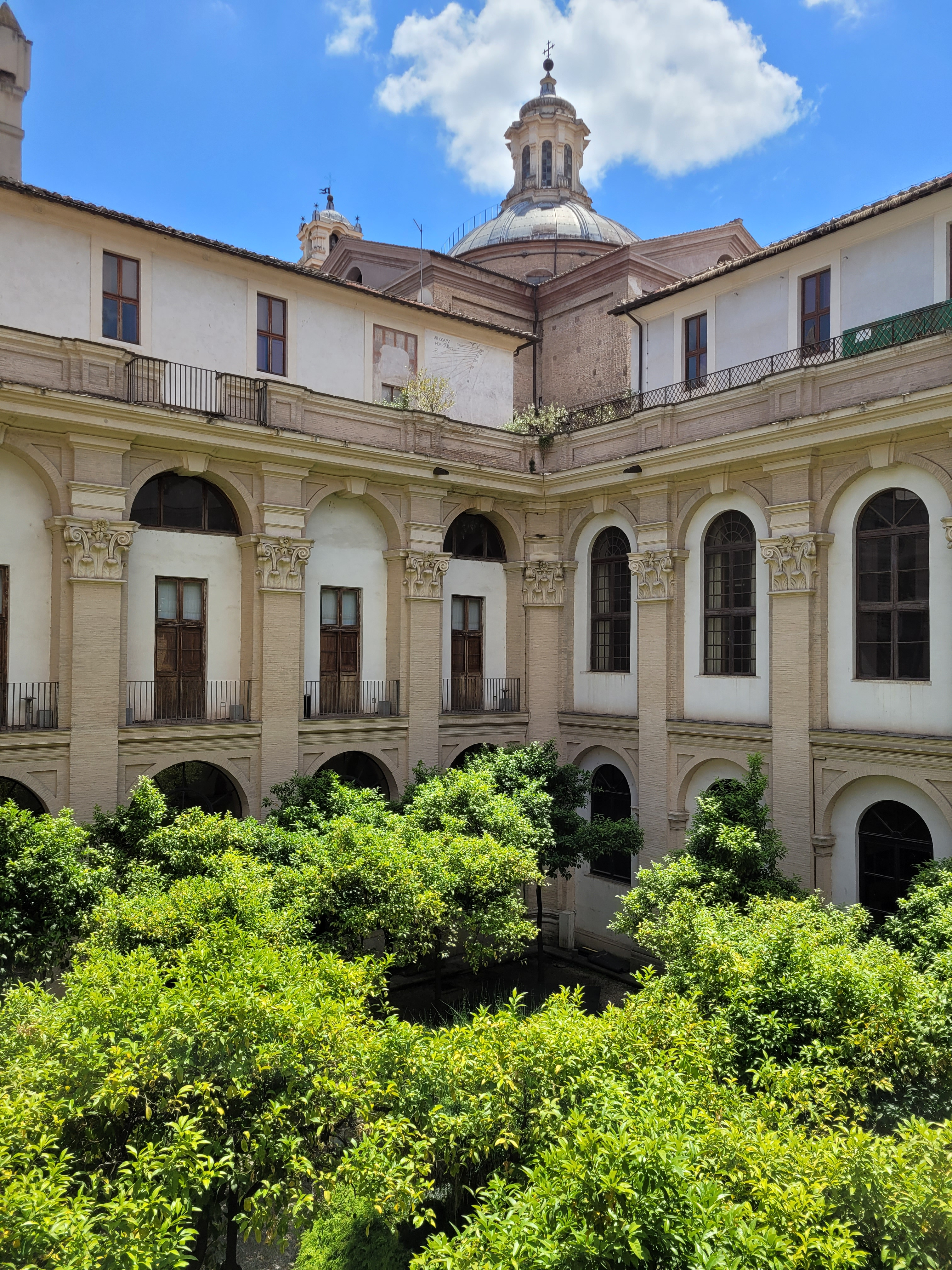
Le cloître
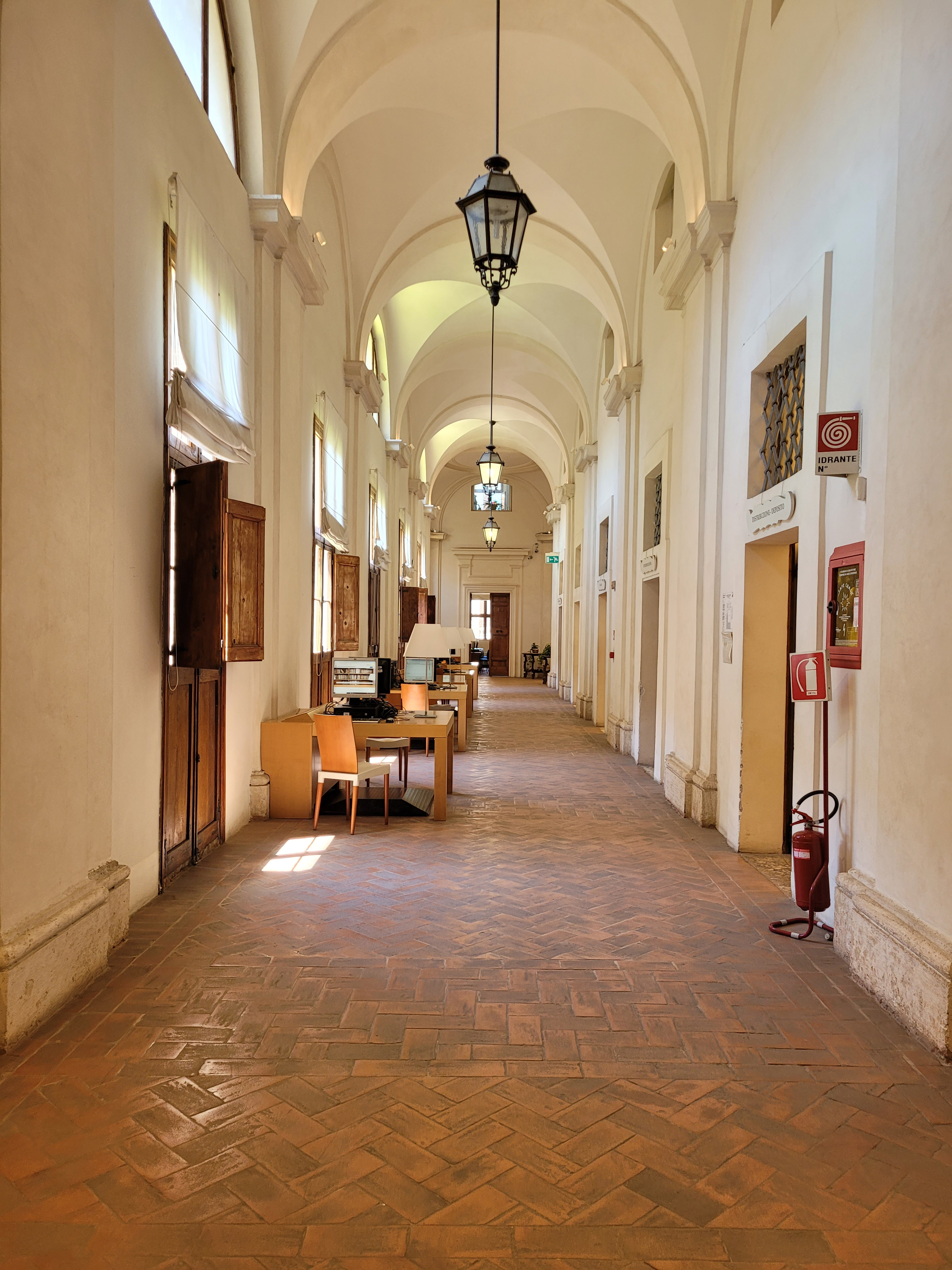
Couloir entourant le cloître, au premier étage
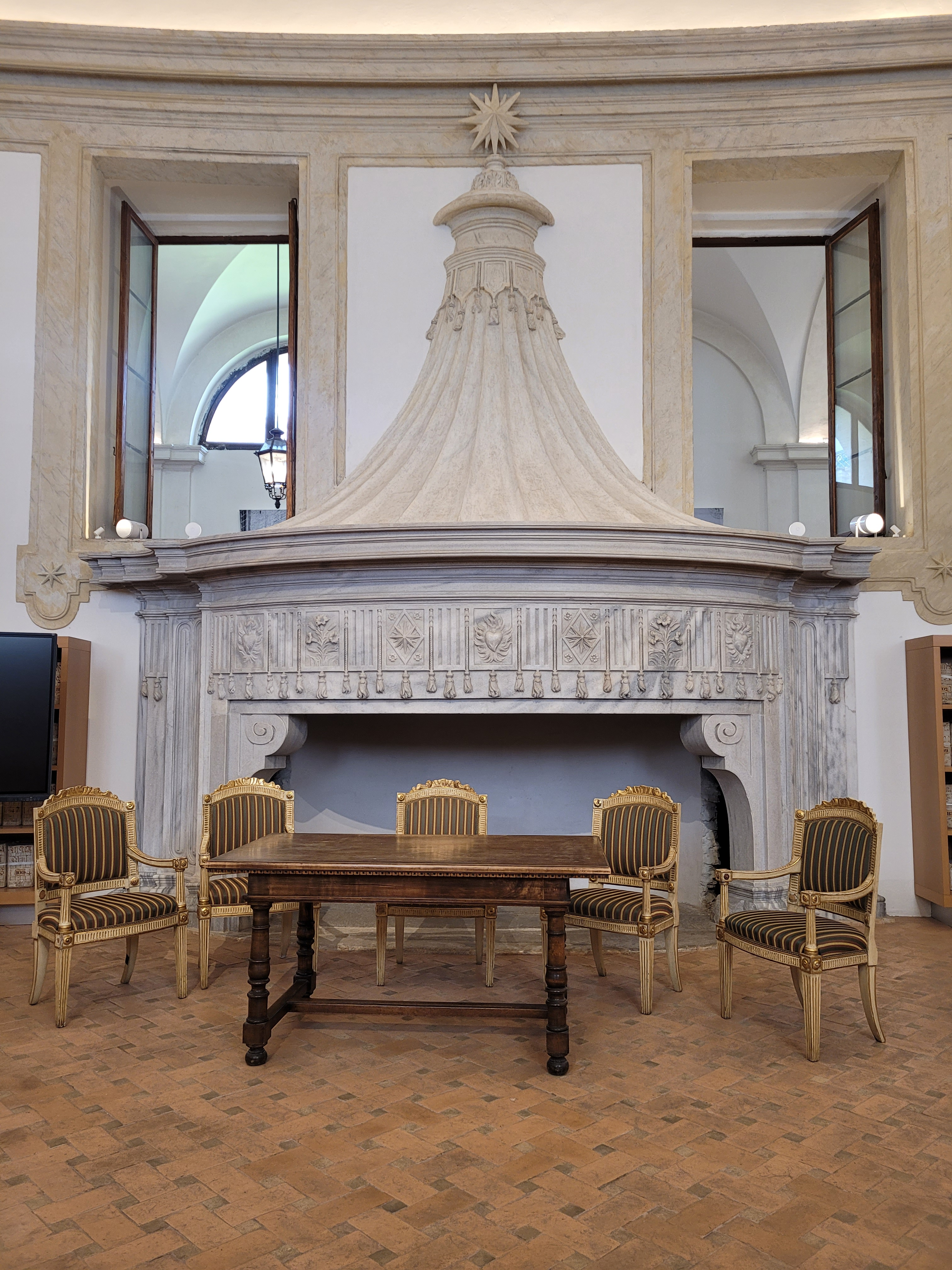
Cheminée de Borromini

## Source
- (it) Cet article est partiellement ou en totalité issu de l’article de Wikipédia en italien intitulé « Oratorio dei Filippini » (voir la liste des auteurs).